# Narcos
Narcos je americký kriminální televizní seriál mapující vzestup a pád vládce drogového impéria Pabla Escobara. První a druhá série, jež každá obsahovala 10 epizod, vyšly v letech 2015 a 2016, přičemž odvysílání třetí a čtvrté řady seriálu bylo ohlášeno na roky 2017 a 2018. Hlavní roli známého kolumbijského drogového bosse ztvárnil brazilský herec Wagner Moura. Role detektivů usilujících o Escobarovo zatčení obsadili herci Boyd Holbrook a Pedro Pascal. Čtvrtá série seriálu nakonec nevznikla, místo toho Netflix vytvořil samostatný seriál Narcos: Mexiko.

## Příběh
V první sérii je vykreslen Escobarův život od konce 70. let. 20. století, kdy se poprvé zapletl do obchodu s kokainem, až do roku 1992, kdy uprchnul ze svého soukromého vězení La Catedral. Vedle jeho příběhu jsou zmíněny i důležité události, které se v této době v Kolumbii odehrály. Vypravěčem příběhu je americký agent Národního úřadu pro kontrolu obchodu s drogami, Steve Murphy, který se snažil Escobara zadržet. Druhá série začíná Escobarovým útěkem z La Catedral, načež se mezi jeho Medellínským kartelem, kolumbijskou vládou a kartelem z Cali rozhořela krvavá válka. Spolupráce Escobarových nepřátel nakonec vede k oslabení Medellínského kartelu a izolaci Pabla Escobara, který je v závěru druhé série usmrcen. Třetí série mapuje příběh drogového kartelu z Cali.

## Obsazení
| Wagner Moura           | Pablo Escobar, kolumbijský drogový baron                                                                          |
| Boyd Holbrook          | Steve Murphy, agent DEA                                                                                           |
| Pedro Pascal           | Javier Peña, agent DEA                                                                                            |
| Maurice Compte         | Horacio Carrillo, velitel Search Bloc, postava inspirovaná plukovníkem Hugo Martinezem                            |
| Roberto Urbina         | Fabio Ochoa, vysoce postavený člen Medellínského kartelu                                                          |
| Paulina Gaitan         | Tata Escobar, manželka Pabla Escobara, postava vytvořená podle Marie Henao                                        |
| Paulina García         | Hemilda Gaviria, matka Pabla Escobara                                                                             |
| Joanna Christie        | Connie Murphy, manželka agenta Murphyho                                                                           |
| Juan Pablo Raba        | Gustavo Gaviria, Escobarův bratranec, vysoce postavený člen Medellínského kartelu                                 |
| Bruno Bichir           | Fernando Duque, kolumbijský právník zastupující Escobara                                                          |
| Jorge A. Jimenez       | Poison, zabiják Medellínského kartelu                                                                             |
| Diego Cataño           | La Quica, zabiják Medellínského kartelu, postava vytvořená podle Dandenyho Muñoze Mosquera, přezdívaného La Quica |
| Luis Guzmán            | José Rodríguez Gacha, zakládající člen Medellínkého kartelu                                                       |
| Raúl Méndez            | César Gaviria, kolumbijský ekonom a prezident                                                                     |
| Manolo Cardona         | Eduardo Sandoval, viceministr spravedlnosti a Gaviriův důvěrník                                                   |
| Stephanie Sigman       | Valeria Velez, novinářka a Escobarova milenka, postava inspirovaná Virginií Vallejo                               |
| Cristina Umaña         | Judy Moncada, manželka Kika Moncady, člena Medellínského kartelu                                                  |
| Matias Varela          | Jorge Salcedo |
| Alberto Ammann         | Hélmer „Pacho“ Herrera, vůdce kartelu z Cali                                                                      |
| Damián Alcázar         | Gilberto Rodríguez Orejuela, vůdce kartelu z Cali                                                                 |
| Francisco Denis        | Miguel Rodríguez Orejuela, vůdce kartelu z Cali                                                                   |
| Pêpê Rapazote          | José „Chepe“ Santacruz Londoño, vůdce kartelu z Cali                                                              |
| Eric Lange             | Bill Stechner |
| Juan Pablo Shuk        | plukovník Hugo Martínez                                                                                           |
| Javier Cámara          | Guillermo Pallomari                                                                                               |
| Andrea Londo           | María Salazar |
| Kerry Bishé            | Cristina Jurado                                                                                                   |
| Miguel Ángel Silvestre | Franklin Jurado                                                                                                   |
| Michael Stahl-David    | Chris Feistl |
| Matt Whelan            | Daniel Van Ness                                                                                                   |
| Arturo Castro          | David Rodríguez                                                                                                   |
| Juan Sebastian Calero  | Navegante, Pachův zabiják                                                                                         |
| Jon-Michael Ecker      | El Lion |
| Julián Díaz            | Nelson „Blackie“ Hernandez                                                                                        |

## Vysílání
| Řada | Díly | Premiéra na Netflixu | Premiéra v ČR (Prima Cool) | Premiéra v ČR (Prima Cool) |
| Řada | Díly | Premiéra na Netflixu | První díl                  | Poslední díl               |
| ---- | ---- | -------------------- | -------------------------- | -------------------------- |
| 1    | 10   | 28. srpna 2015       | 17. listopadu 2019         | 15. prosince 2019          |
| 2    | 10   | 2. září 2016         | 22. prosince 2019          | 23. února 2020             |
| 3    | 10   | 1. září 2017         | 1. března 2020             | 3. května 2020             |